# مزارع طلا
"مزارع طلا" ترانه‌ای است که توسط استینگ نوشته و ضبط شده‌است. این آهنگ اولین بار در آلبوم ده قصه دعوت منتشر شد. این آهنگ رتبه ۱۶ جدول تک‌آهنگ‌های بریتانیا و رتبه ۲۳ ۱۰۰ آهنگ داغ بیلبورد را به‌دست آورد. این ترانه یکی از مشهورترین ترانه‌های استینگ است.

## پس زمینه
"مزارع طلا" و آهنگ‌های دیگر این آلبوم در ویلتشر ضبط شده‌است.
موزیک ویدیو این ترانه شامل ویژگی‌های خاصی است.

## انتشار
"مزارع طلا" بعد از تک آهنگ If I Ever Lose My Faith in You منتشر شده. این ترانه در جدول تک‌آهنگ‌های بریتانیا به رتبه ۱۶ رسید. و در ۱۰۰ آهنگ داغ بیلبورد رتبه ۲۳ را به دست آورد. این موزیک ویدیو در کشورهای ایرلند، آلمان، هلند، سوئیس و کشورهای دیگر مورد توجه قرار گرفت.

## لیست آهنگ
- ۴ تک آهنگ:

1. "مزارع طلا"
2. "پادشاه از درد" – زنده
3. "شکننده" – زنده
4. "مه بنفش" – زنده

- نسخه دیگر که ۴ آهنگ دارد و در بریتانیا منتشر شده:

1. "مزارع طلا"
2. "پیام در بطری" – زنده
3. "دژی در اطراف قلب تو" – زنده
4. "روشنک" – زنده